# جهان سادات
جهان سادات (عربی مصری: چيهان السادات؛ با نام اصلی جهان صَفوَت رَئوف؛ زادهٔ ۲۹ اوت ۱۹۳۳ در قاهره – درگذشتهٔ ۹ ژوئیهٔ ۲۰۲۱ در مصر) همسر انور سادات و بانوی اول کشور مصر بود.

## زندگی‌نامه
جهان سادات در ۲۹ اوت ۱۹۳۳ در قاهره زاده شد. پدرش یک جراح مصری و مادرش یک آموزگار موسیقی اهل بریتانیا بود. او در سال ۱۹۴۹ با انور سادات، افسر ارتش مصر ازدواج کرد. اختلاف سنی ۱۵ ساله و طلاق گرفته بودن محمد انور السادات باعث مخالفت والدین جهان با ازدواج آنها بود. این زوج ۳ فرزند داشتند.
مردم مصر از جهان سادات به خاطر کار داوطلبانه در درمان نظامیان زخمی جنگ یوم کیپور در سال ۱۹۷۳ به نیکی یاد می‌کنند و او را «مادر قهرمانان» می‌نامند. جهان سادات از مدافعان حقوق زنان و یکی از فعالان مؤثر رفع تبعیض از زنان بود.
جهان سادات دانش‌آموخته ادبیات تطبیقی بود و پس از ترور همسرش، در مصر و ایالات متحده آمریکا به آموزش پرداخت.

## کتاب زنی از مصر

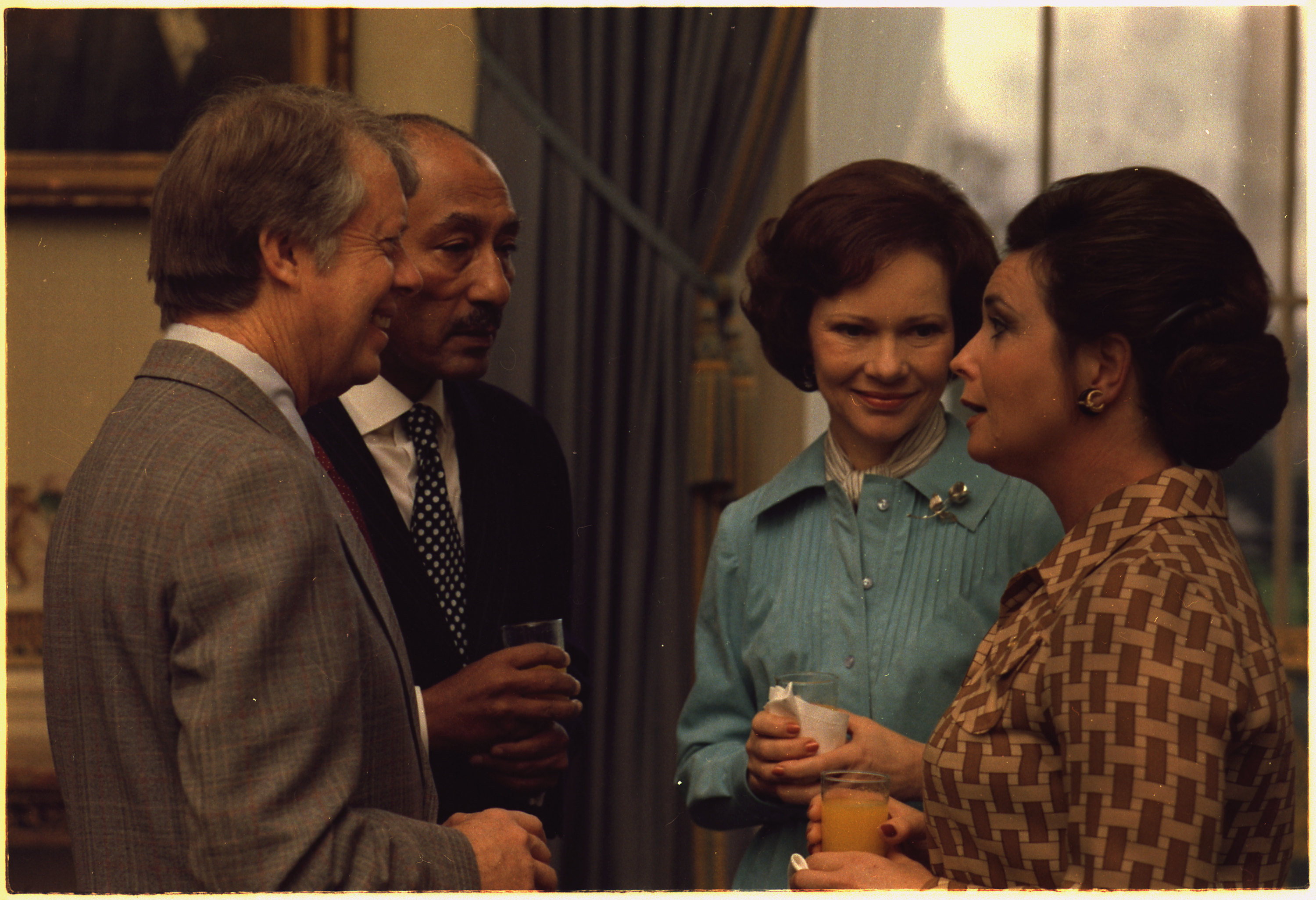
خانواده انور سادات و جیمی کارتر و همسرش روزالین کارتر در سال ۱۹۷۷

مجموعه خاطرات او با نام زنی از مصر با برگردان مریم بیات و با مقدمه و تقریظ سید حسن امین در ایران چاپ و منتشر شده‌است.

## مرگ
جهان سادات، دچار سرطان بود. وی در ۹ ژوئیه ۲۰۲۱ در ۸۷ سالگی درگذشت.

## در ایران
در ایران، جهان سادات بیشتر به خاطر روابط نزدیک ایران و مصر در دوران دودمان پهلوی و سفرهای زیاد انور سادات و همسرش به ایران شناخته می‌شود.